# (6454) 1991 UG1
(6454) 1991 UG1 es un asteroide perteneciente al cinturón de asteroides, región del sistema solar que se encuentra entre las órbitas de Marte y Júpiter, descubierto el 29 de octubre de 1991 por Robert H. McNaught desde el Observatorio de Siding Spring, Nueva Gales del Sur, Australia.

## Designación y nombre
Designado provisionalmente como 1991 UG1. 

## Características orbitales
1991 UG1 está situado a una distancia media del Sol de 2,757 ua, pudiendo alejarse hasta 3,843 ua y acercarse hasta 1,671 ua. Su excentricidad es 0,394 y la inclinación orbital 29,740 grados. Emplea 1672,05 días en completar una órbita alrededor del Sol.

## Características físicas
La magnitud absoluta de 1991 UG1 es 12,82. Tiene 9,493 km de diámetro y su albedo se estima en 0,132. 